# Рязанцев, Павел Алексеевич
Павел Алексеевич Рязанцев (род. 19 мая 1981) — российский игрок в хоккей с мячом, нападающий хоккейного клуба «Сибсельмаш», заслуженный мастер спорта России (2013).

## Карьера

### Клубная
Начал играть в хоккей с мячом в Новосибирске в 1990 году в школе «Сибсельмаша». Первый тренер — Александр Савченко. На детско-юношеском уровне побеждает в турнире «Плетёный мяч» (1996), чемпионатах России среди младших юношей (1997) и юношей (1998), Кубке мира среди юношей (1996). Чемпион России среди юниоров (2000), лучший нападающий и бомбардир турнира (12 мячей). Серебряный призёр чемпионата мира среди юниоров (2000).
В составе команды мастеров дебютировал в сезоне 1998/99, проведя за «Сибсельмаш» первые два сезона игровой карьеры.
Сезон 2000/01 провёл в читинском СКА-«Забайкальце», в котором проходил срочную военную службу.
С 2001 по 2006 год был игроком первоуральского «Уральского трубника», в 2004 и 2005 годах признаваясь лучшим игроком команды. В 2004 году впервые включён в число 22-х лучших игроков сезона. Большую часть сезона 2002/03 пропустил из-за травмы.
В 2006 году переходит в кемеровский «Кузбасс», в составе которого становится обладателем серебряной (2009) и бронзовых (2007, 2008, 2010) медалей чемпионатов России, побеждает в Кубке России (2007). Выступая за команду с 2006 по 2012 год все шесть сезонов неизменно возглавляет список бомбардиров команды, обновив в чемпионате России сезона 2011/12 клубный рекорд результативности за сезон – 62 мяча, в этом же сезоне Рязанцев поразил ворота соперников в 23 матчах подряд — рекордная голевая серия в истории «Кузбасса». В сезоне 2011/12 был капитаном команды. Входит в тройку лучших бомбардиров «Кузбасса».
С 2012 по 2015 год в составе московского «Динамо», побеждая в сезоне 2012/13 в чемпионате России (2013) и Кубке России (2012), в следующем сезоне в международных клубных турнирах — Кубке мира (2013) и Кубке чемпионов Эдсбюна (2013).
В 2015 году переходит в хабаровский «СКА-Нефтяник», за который выступает до 2019 года, трижды подряд побеждая в чемпионате России (2017, 2018, 2019) и Кубке России (2016, 2017, 2018).
После сезона 2019/20, проведённого в стокгольмском АИКе, вернулся в «СКА-Нефтяник», выступая за команду до 2022 года.
По итогам сезона 2020/21 в возрасте 39 лет (39 лет, 10 месяцев и 3 дня) стал лучшим бомбардиром чемпионата России (64 мяча), побив свой личный рекорд (62 мяча за «Кузбасс» (2011/12) и в сезоне 2018/19 за «СКА-Нефтяник»), став самым возрастным лучшим бомбардиром чемпионата страны в истории отечественного хоккея с мячом, превзойдя достижения Николая Дуракова (1973/74 — 44 мяча) и Николая Афанасенко (1987/88 — 41 мяч), а также самым результативным игроком в возрасте от 39 лет, превзойдя достижение Сергея Ломанова-младшего (2019/20 — 52 мяча). Также по итогам сезона вошёл в тройку лучших пенальтистов в истории отечественного хоккея с мячом по числу реализованных подряд 12-метровых ударов — 15, уступая по этому показателю только Сергею Слепову (24) и Валерию Могучему (16).
Сезон 2022/23 начал в составе «Сибсельмаша». 12 февраля 2024 года в матче с кировской «Родиной» забивает свой тысячный мяч в чемпионатах России и становится третьим игроком в истории отечественных чемпионатов, имеющим на своём бомбардирском счету тысячу и более мячей. Ранее же такое достижение покорилось Сергею Ломанову-младшему (2016) и Евгению Иванушкину (2017).

### В сборной России
В декабре 2003 года в составе второй сборной России принял участие в международном турнире «Кубок губернатора Московской области».
В сборной России с 2006 по 2013, 2015 годах.
Дебют в сборной России состоялся 30 сентября 2006 года в товарищеском матче, проходившем в Москве, в котором сборная России проиграла сборной Швеции со счётом 3:10, мячей не забивал. Но уже во втором московском матче 1 октября 2006 года с тем же соперником отметился двумя забитыми мячами и помог сборной России одержать победу со счётом 9:4.
Участник восьми чемпионатов мира, дебютировав на турнире 2007 года, пятикратный чемпион мира (2007, 2008, 2011, 2013, 2015). На чемпионате мира 2015 года в финальном матче против сборной Швеции (5:3) при счёте 3:3 забил победный мяч в ворота соперника. На чемпионатах мира провёл 50 игр, забил 86 мячей.

## Достижения
«Сибсельмаш»
 Бронзовый призёр чемпионата России по мини-хоккею: 1999 

 Чемпион России среди юниоров: 2000 

 Чемпион России среди юношей: 1998 

 Чемпион России среди младших юношей: 1997 

 Победитель турнира «Плетёный мяч»: 1996 

 Серебряный призёр турнира «Плетёный мяч»: 1994 

 Обладатель Кубка мира среди юношей: 1996
«Уральский трубник»
 Чемпион России по мини-хоккею (3): 2001, 2002, 2005
«Кузбасс»
 Серебряный призёр чемпионата России: 2008/09 

 Бронзовый призёр чемпионата России (3): 2006/07, 2007/08, 2009/10 

 Обладатель Кубка России: 2007

 Бронзовый призёр Кубка России: 2008
«Динамо» (Москва)
 Чемпион России: 2012/13 

 Серебряный призёр чемпионата России (2): 2013/14, 2014/15 

 Обладатель Кубка России: 2012 

 Обладатель Суперкубка России (2): 2013 (весна), 2013 (осень) 

 Обладатель Кубка мира: 2013 

 Обладатель Кубка чемпионов Эдсбюна: 2013 

 Финалист Кубка чемпионов Эдсбюна: 2014
«СКА-Нефтяник»
 Чемпион России (3): 2016/17, 2017/18, 2018/19 

 Бронзовый призёр чемпионата России (2): 2015/16, 2020/21 

 Обладатель Кубка России (3): 2016, 2017, 2018 

 Финалист Кубка России (2): 2015, 2020 

 Обладатель Суперкубка России (3): 2017 (весна), 2019, 2021
Сборная России
 Чемпион мира (5): 2007, 2008, 2011, 2013, 2015 

 Серебряный призёр чемпионата мира (3): 2009, 2010, 2012 

 Победитель Международного турнира на призы Правительства России (3): 2008, 2010, 2012 

 Серебряный призёр международного турнира «Кубок губернатора Московской области»: 2003 (в составе второй сборной России) 

 Серебряный призёр чемпионата мира среди юниоров: 2000
Личные
- В списке 22-х лучших игроков сезона (13): 2004, 2006—2014, 2017, 2018, 2021
- Лучший бомбардир чемпионата России: 2021 (64 мяча)[28]
- Лучший бомбардир чемпионата мира: 2010 (14 мячей)[29][c]
- Лучший бомбардир Международного турнира на призы Правительства России: 2008 (10 мячей)[30][31]
- Лучший игрок «Уральского трубника» (2): 2004, 2005
- Лучший игрок «Кузбасса»: 2012[32]
- Лучший игрок «СКА-Нефтяника»: 2021[33]
- Лучший игрок чемпионата мира среди юниоров: 2000[34]

## Статистика выступлений

### Клубная
| Сезон                                   | Клуб                             | Чемпионат | Чемпионат | Чемпионат | Чемпионат | Чемпионат | Кубок | Кубок | Кубок | Кубок | Кубок |
| Сезон                                   | Клуб                             | И         | М         | П         | О         | Ш         | И     | М     | П     | О     | Ш     |
| --------------------------------------- | -------------------------------- | --------- | --------- | --------- | --------- | --------- | ----- | ----- | ----- | ----- | ----- |
| 1998/1999                               | Сибсельмаш (Новосибирск)         | 1         | 0         | 0         | 0         | 0         | 4     | 0     |       | 0     | 0     |
| 1999/2000                               | Сибсельмаш (Новосибирск)         | 16        | 3         | 3         | 6         | 5         | 5     | 1     | 1     | 2     | 10    |
| 2000/2001                               | СКА-Забайкалец (Чита)            | 26        | 22        | 9         | 31        | 20        | 5     | 3     | ?     | ?     | ?     |
| 2001/2002                               | Уральский трубник (Первоуральск) | 28        | 39        | 5         | 44        | 40        | 13    | 20    | 1     | 21    | ?     |
| 2002/2003                               | Уральский трубник (Первоуральск) | 4         | 7         | 2         | 9         | 0         | 10    | 12    | 2     | 14    | ?     |
| 2003/2004                               | Уральский трубник (Первоуральск) | 25        | 40        | 9         | 49        | 5         | 10    | 12    | ?     | ?     | ?     |
| 2004/2005                               | Уральский трубник (Первоуральск) | 26        | 29        | 13        | 42        | 30        | 8     | 7     | 0     | 7     | 0     |
| 2005/2006                               | Уральский трубник (Первоуральск) | 25        | 60        | 11        | 71        | 35        | 8     | 13    | 3     | 16    | 10    |
| 2006/2007                               | Кузбасс (Кемерово)               | 31(1)     | 50(0)     | 22(0)     | 72(0)     | 30(0)     | 15    | 28    | 8     | 36    | 5     |
| 2007/2008                               | Кузбасс (Кемерово)               | 30(1)     | 49(4)     | 19(1)     | 68(5)     | 35(0)     | 15    | 30    | 13    | 43    | 5     |
| 2008/2009                               | Кузбасс (Кемерово)               | 26        | 57        | 12        | 69        | 15        | 12    | 27    | 10    | 37    | 10    |
| 2009/2010                               | Кузбасс (Кемерово)               | 25        | 61        | 18        | 79        | 30        | 8     | 18    | 4     | 22    | 0     |
| 2010/2011                               | Кузбасс (Кемерово)               | 24        | 41        | 11        | 52        | 50        | 10    | 22    | 5     | 27    | 0     |
| 2011/2012                               | Кузбасс (Кемерово)               | 30        | 62        | 17        | 79        | 30        | 5     | 6     | 3     | 9     | 0     |
| 2012/2013                               | Динамо (Москва)                  | 31        | 42        | 6         | 48        | 0         | 9     | 17    | 1     | 18    | 10    |
| 2013/2014                               | Динамо (Москва)                  | 30        | 38        | 3         | 41        | 0         | 13    | 26    | 4     | 30    | 10    |
| 2014/2015                               | Динамо (Москва)                  | 26        | 41        | 7         | 48        | 20        | 14    | 19    | 4     | 23    | 0     |
| 2015/2016                               | СКА-Нефтяник (Хабаровск)         | 30        | 55        | 14        | 69        | 30        | 8     | 22    | 7     | 29    | 0     |
| 2016/2017                               | СКА-Нефтяник (Хабаровск)         | 33        | 59        | 22        | 81        | 0         | 7     | 14    | 3     | 17    | 10    |
| 2017/2018                               | СКА-Нефтяник (Хабаровск)         | 30        | 39        | 12        | 51        | 10+К      | 8     | 16    | 5     | 21    | 0     |
| 2018/2019                               | СКА-Нефтяник (Хабаровск)         | 36        | 62        | 15        | 77        | 30        | 6     | 7     | 3     | 10    | 0     |
| 2019/2020                               | АИК (Стокгольм)                  | 30        | 33        | 10        | 43        | 0         |       |       |       |       |       |
| 2020/2021                               | СКА-Нефтяник (Хабаровск)         | 30        | 64        | 13        | 77        | 60        | 6     | 18    | 3     | 21    | 0     |
| 2021/2022                               | СКА-Нефтяник (Хабаровск)         | 25        | 37        | 8         | 45        | 30        | 5     | 4     | 0     | 4     | 20    |
| 2022/2023                               | Сибсельмаш (Новосибирск)         | 25        | 18        | 3         | 21        | 20        | 6     | 2     | 5     | 7     | 10    |
| 2023/2024                               | Сибсельмаш (Новосибирск)         | 24        | 32        | 7         | 39        | 20        | 5     | 2     | 4     | 6     | 0     |
| Всего в Суперлиге/ Высшей лиге (Россия) | 25 сезонов                       | 637(2)    | 1007(4)   | 261(1)    | 1268(5)   | 545(0)+К  | 215   | 346   | 92    | 438   | 145   |
| Всего в Элитсерии (Швеция)              | 1 сезон                          | 30        | 33        | 10        | 43        | 0         |       |       |       |       |       |

На начало сезона 2024/2025 забивал мячи в ворота 29 команд
```
 1.Ак Барс-Динамо    = 89 мячей 15-16.Саяны          = 31
 2.Байкал-Энергия    = 85       15-16.Мурман         = 31  
 3.Уральский трубник = 81       17.СКА-Нефтяник      = 26
 4.Родина            = 72       18.СКА-Свердловск    = 18
 5-6.Сибсельмаш      = 71       19.Металлург Бр      = 14
 5-6.Волга           = 71       20.Маяк              = 13
 7.Старт             = 56       21.Север             = 12
 8.Енисей            = 55       22-23.Лесохимик      =  7
 9.Водник            = 46       22-23.ХК Боровичи    =  7
10.Динамо М          = 45       24.БСК               =  6
11.Кузбасс           = 44       25-26.Агрохим        =  4
12.Зоркий            = 42       25-26.СКА-Забайкалец =  4(4)
13.Строитель С       = 38       27-28.Североникель   =  2
14.Локомотив Ор      = 34       27-28.Кировец У      =  2
                                29.Юность Ом         =  1
```

На начало сезона 2024/2025 количество мячей в играх
по 1 мячу забивал в 189 играх 

по 2 мяча забивал в 140 играх 
 
по 3 мяча забивал в 83 играх 
 
по 4 мяча забивал в 42 играх 
 
по 5 мячей забивал в 17 играх 

по 6 мячей забивал в 6 играх
Свои 1007 мячей забросил в 477 играх, в 160 играх мячей не забивал.
Первый и юбилейные мячи в чемпионатах России
1-й мяч забил в 11-й игре 15 января 2000 года в выездной игре с командой «Сибскана» (4:6) на 7-й минуте с передачи Игоря Казарина. 

100-й  мяч забил в 93-й игре 12 февраля 2004 года в выездной игре с командой «Север» (Северодвинск) (11:3) на 61-й минуте. 

200-й  мяч забил в 151-й игре 19 марта 2006 года в выездной игре с командой «СКА-Нефтяник» (4:3) на 72-й минуте с передачи Дениса Варлачёва. 

300-й  мяч забил в 213-й игре 20 ноября 2008 года в домашнем матче с командой «СКА-Свердловск» (9:2) на 47-й минуте с 12-метрового. 

400-й мяч забил в 254-й игре 13 января 2010 года в выездной игре с командой «Боровичи» (8:1) на 60-й минуте с передачи Дмитрия Старикова. 

500-й  мяч забил в 304-й игре 14 января 2012 года в выездной игре с командой «Байкал-Энергия» (9:5) на 77-й  минуте с передачи Вадима Стасенко. 

600-й  мяч забил в 377-й игре 22 марта 2014 года в выездной игре с командой «Зоркий» (9:2) на 63-й  минуте с передачи Михаила Свешникова. 

700-й  мяч забил в 438-й игре 12 ноября 2016 года в домашнем матче с командой «Кузбасс» (14:3) на 44-й  минуте. 

800-й  мяч забил в 504-й игре 25 ноября 2018 года в домашнем матче с командой «Динамо» (Москва) (4:4) на 80-й минуте с 12-метрового. 

900-й  мяч забил в 555-й игре 24 февраля 2021 года в выездной игре с командой «Строитель» (Сыктывкар) (6:5) на 9-й минуте с 12-метрового. 

1000-й  мяч забил в 633-й игре 12 февраля 2024 года в домашнем матче с командой «Родина» (8:1) на 57-й  минуте с передачи Якова Коленко.
Пять мячей за игру
| Список игр | Список игр       | Список игр                       | Список игр | Список игр   | Список игр                   | Список игр                             |
| №          | Дата             | Соперник                         | Счёт       | Город        | Минуты                       | Соревнование                           |
| ---------- | ---------------- | -------------------------------- | ---------- | ------------ | ---------------------------- | -------------------------------------- |
| 1          | 25 декабря 2001  | Север (Северодвинск)             | 10:1       | Северодвинск | 34, 45, 47, 57(пен), 87      | Чемпионат России 2001/2002             |
| 2          | 21 ноября 2002   | Локомотив (Оренбург)             | 8:2        | Первоуральск | 26, 36, 70, 81, 89           | Чемпионат России 2002/2003             |
| 3          | 3 марта 2005     | Байкал-Энергия (Иркутск)         | 8:2        | Первоуральск | 3. 19, 26, 60, 73            | Чемпионат России 2004/2005             |
| 4          | 28 декабря 2005  | Ракета (Казань)                  | 7:2        | Первоуральск | 50(пен), 60, 66, 72, 74      | Чемпионат России 2005/2006             |
| 5          | 7 марта 2006     | Байкал-Энергия (Иркутск)         | 11:3       | Первоуральск | 8, 23, 58, 65, 88            | Чемпионат России 2005/2006             |
| 6          | 27 августа 2006  | Маяк (Краснотурьинск)            | 11:6       | Москва       | 14, 38, 76, 77, 81           | Кубок России 2006                      |
| 7          | 13 января 2007   | СКА-Свердловск (Екатеринбург)    | 9:2        | Екатеринбург | 15. 29, 74, 87, 88           | Чемпионат России 2006/2007             |
| 8          | 30 января 2007   | Казахстан                        | 17:3       | Кемерово     | 1, 4, 50, 69, 84             | Чемпионат мира по хоккею с мячом 2007  |
| 9          | 18 октября 2007  | Байкал-Энергия (Иркутск)         | 13:5       | Кемерово     | 16, 33(пен), 41, 73, 79      | Кубок России 2007                      |
| 10         | 18 ноября 2007   | СКА-Свердловск (Екатеринбург)    | 10:3       | Кемерово     | 2, 7, 51, 76, 82             | Чемпионат России 2007/2008             |
| 11         | 29 января 2008   | Казахстан                        | 17:1       | Москва       | 14, 42, 43, 47, 70           | Чемпионат мира по хоккею с мячом 2008  |
| 12         | 11 сентября 2008 | Локомотив (Оренбург)             | 16:2       | Кемерово     | 33, 39, 45, 57, 70           | Кубок России 2008                      |
| 13         | 11 октября 2008  | Лесохимик (Усть-Илимск)          | 16:2       | Кемерово     | 20, 45, 48, 57, 78           | Кубок России 2008                      |
| 14         | 22 февраля 2009  | Родина (Киров)                   | 11:3       | Кемерово     | 5, 15(пен), 40, 44, 52       | Чемпионат России 2008/2009             |
| 15         | 25 февраля 2009  | Динамо-Казань (Казань)           | 8:5        | Кемерово     | 35, 45, 55, 74, 83(пен)      | Чемпионат России 2008/2009             |
| 16         | 24 января 2010   | Казахстан                        | 14:2       | Москва       | 3, 45, 51, 64, 66            | Чемпионат мира по хоккею с мячом 2010  |
| 17         | 4 октября 2010   | СКА-Нефтяник (Хабаровск)         | 8:5        | Кемерово     | 3(пен), 5, 29, 35, 79        | Кубок России 2010/2011                 |
| 18         | 10 ноября 2010   | Сибсельмаш (Новосибирск)         | 9:3        | Кемерово     | 9, 11, 53, 59, 70            | Чемпионат России 2010/2011             |
| 19         | 7 декабря 2011   | Уральский трубник (Первоуральск) | 10:2       | Кемерово     | 5, 47, 53, 74, 75            | Чемпионат России 2011/2012             |
| 20         | 13 сентября 2012 | Юсдаль (Юсдаль)                  | 13:0       | Эдсбюн       | 3, 17, 33, 64, 76            | Кубок чемпионов по хоккею с мячом 2012 |
| 21         | 11 октября 2012  | СКА-Нефтяник (Хабаровск)         | 11:0       | Юсдаль       | 6, 18, 25, 34, 50            | Кубок мира по хоккею с мячом 2012      |
| 22         | 30 января 2013   | Беларусь                         | 28:1       | Венерсборг   | 3 ,27, 32(пен), 46, 48       | Чемпионат мира по хоккею с мячом 2013  |
| 23         | 20 сентября 2013 | Уральский трубник (Первоуральск) | 11:5       | Кемерово     | 32, 45, 49, 58(пен), 59      | Кубок России 2013                      |
| 24         | 17 сентября 2015 | Енисей (Красноярск)              | 8:4        | Ульяновск    | 31(пен), 43, 53, 60, 61      | Кубок России 2015                      |
| 25         | 11 февраля 2016  | Байкал-Энергия (Иркутск)         | 11:5       | Хабаровск    | 11, 49(пен), 56, 79, 82      | Чемпионат России 2015/2016             |
| 26         | 3 марта 2016     | Динамо-Казань (Казань)           | 16:2       | Хабаровск    | 6, 18, 33, 63, 81            | Чемпионат России 2015/2016             |
| 27         | 18 декабря 2020  | Сибсельмаш (Новосибирск)         | 10:3       | Новосибирск  | 27, 50, 70, 85, 86           | Чемпионат России 2020/2021             |
| 28         | 13 февраля 2021  | Старт (Нижний Новгород)          | 13:4       | Хабаровск    | 14, 20, 37, 45(пен), 84(пен) | Чемпионат России 2020/2021             |
| 29         | 3 марта 2021     | Строитель (Сыктывкар)            | 9:5        | Сыктывкар    | 38, 68, 71, 75, 90           | Чемпионат России 2020/2021             |
| 30         | 25 февраля 2022  | Мурман (Мурманск)                | 7:2        | Мурманск     | 15, 20, 38, 53, 61           | Чемпионат России 2021/2022             |

Итого: 5 мячей – 30 раз. 

Всего: «Кузбасс» - 9, «Уральский трубник» - 7, «СКА-Нефтяник» - 7, сборная России - 4, «Динамо М» – 3. 

(Чемпионат России): «Кузбасс» - 6, «СКА-Нефтяник» - 6, «Уральский трубник» - 5. 

(Кубок России): «Кузбасс» - 3, «Уральский трубник» - 2, «Динамо М» - 1, «СКА-Нефтяник» - 1. 
         
(Чемпионат мира): сборная России - 4. 

(Кубок мира): «Динамо М» - 1. 

(Кубок чемпионов): «Динамо М» - 1.
Шесть мячей за игру
| Список игр | Список игр       | Список игр                       | Список игр | Список игр   | Список игр                       | Список игр                 |
| №          | Дата             | Соперник                         | Счёт       | Город        | Минуты                           | Соревнование               |
| ---------- | ---------------- | -------------------------------- | ---------- | ------------ | -------------------------------- | -------------------------- |
| 1          | 5 февраля 2009   | СКА-Нефтяник (Хабаровск)         | 10:2       | Кемерово     | 7, 19, 43, 54, 56, 78            | Чемпионат России 2008/2009 |
| 2          | 10 января 2010   | Волга (Ульяновск)                | 14:7       | Кемерово     | 35, 37, 48, 66, 89, 90           | Чемпионат России 2009/2010 |
| 3          | 19 ноября 2011   | Уральский трубник (Первоуральск) | 9:7        | Первоуральск | 4, 24, 45, 48, 55, 76            | Чемпионат России 2011/2012 |
| 4          | 5 января 2012    | Мурман (Мурманск)                | 12:3       | Кемерово     | 8, 21, 42, 57, 72, 73            | Чемпионат России 2011/2012 |
| 5          | 19 сентября 2015 | Волга (Ульяновск)                | 8:2        | Ульяновск    | 51, 55, 77, 82, 84(пен), 88(пен) | Кубок России 2015          |
| 6          | 12 декабря 2018  | Родина (Киров)                   | 16:3       | Хабаровск    | 8, 31(пен), 50, 51, 65, 89       | Чемпионат России 2018/2019 |
| 7          | 31 января 2024   | Ак Барс-Динамо (Казань)          | 9:5        | Новосибирск  | 19, 23, 44, 52, 63(пен), 89      | Чемпионат России 2023/2024 |

Итого: 6 мячей – 7 раз. 

Всего: «Кузбасс» - 4, «СКА-Нефтяник» - 2, «Сибсельмаш» - 1. 

(Чемпионат России): «Кузбасс» - 4, «СКА-Нефтяник» - 1, «Сибсельмаш» - 1. 

(Кубок России): «СКА-Нефтяник» - 1.

#### В международных турнирах
| Турнир | Сезонов | Игры | Мячи | Передачи |
| ------ | ------- | ---- | ---- | -------- |
| КМ     | 11      | 48   | 64   | 11       |
| КЧ     | 3       | 12   | 18   | 3        |

Участие в Кубке мира: 11 раз (2006, 2008—2010, 2012—2018); в Кубке чемпионов: 3 раза (2012—2014)

### В сборной России
| Сезон   | Игры | Мячи |
| ------- | ---- | ---- |
| 2006/07 | 7    | 15   |
| 2007/08 | 9    | 15   |
| 2008/09 | 10   | 20   |
| 2009/10 | 10   | 22   |
| 2010/11 | 10   | 15   |
| 2011/12 | 10   | 11   |
| 2012/13 | 12   | 12   |
| 2013/14 | 2    | 1    |
| 2014/15 | 5    | 6    |
| Всего   | 75   | 117  |

|    | Архангельск  | 9 октября 2002   | Водник (Архангельск)        | 10:6 | 13, 14             | Товарищеский матч                            |
|    | Архангельск  | 9 апреля 2004    | Водник (Архангельск)        | 7:8  | -                  | Товарищеский матч                            |
| 1  | Москва       | 30 сентября 2006 | Швеция                      | 3:10 | -                  | Товарищеский матч                            |
| 2  | Москва       | 1 октября 2006   | Швеция                      | 9:4  | 73, 90             | Товарищеский матч                            |
| 3  | Кемерово     | 28 января 2007   | Норвегия                    | 18:2 | 54, 75, 81         | Чемпионат мира                               |
| 4  | Кемерово     | 30 января 2007   | Казахстан                   | 17:3 | 1, 4, 50, 69, 84   | Чемпионат мира                               |
| 5  | Кемерово     | 31 января 2007   | Швеция                      | 3:3  | -                  | Чемпионат мира                               |
| 6  | Кемерово     | 2 февраля 2007   | Беларусь                    | 23:1 | 13, 47, 56, 60     | Чемпионат мира                               |
| 7  | Кемерово     | 3 февраля 2007   | Казахстан                   | 16:3 | 88                 | Чемпионат мира — полуфинал                   |
| 8  | Вестерос     | 15 декабря 2007  | Швеция                      | 3:6  | -                  | Товарищеский матч                            |
| 9  | Эдсбюн       | 16 декабря 2007  | Швеция                      | 5:8  | 77                 | Товарищеский матч                            |
| 10 | Москва       | 27 января 2008   | Норвегия                    | 17:3 | 18, 77             | Чемпионат мира                               |
| 11 | Москва       | 28 января 2008   | Финляндия                   | 10:2 | 25                 | Чемпионат мира                               |
| 12 | Москва       | 29 января 2008   | Казахстан                   | 17:1 | 14, 42, 43, 47, 70 | Чемпионат мира                               |
| 13 | Москва       | 30 января 2008   | Швеция                      | 4:5  | 22                 | Чемпионат мира                               |
| 14 | Москва       | 31 января 2008   | Беларусь                    | 11:3 | 43, 66, 87         | Чемпионат мира — 1/4 финала                  |
| 15 | Москва       | 2 февраля 2008   | Финляндия                   | 9:1  | 58, 73             | Чемпионат мира — полуфинал                   |
| 16 | Москва       | 3 февраля 2008   | Швеция                      | 6:1  | -                  | Чемпионат мира — финал                       |
| 17 | Новосибирск  | 5 декабря 2008   | Норвегия                    | 9:1  | 1, 4, 38, 58       | Турнир на призы Правительства России         |
| 18 | Новосибирск  | 5 декабря 2008   | Финляндия                   | 7:0  | 23, 24, 57         | Турнир на призы Правительства России         |
|    | Новосибирск  | 6 декабря 2008   | Россия-2                    | 6:3  | 16, 38, 54         | Турнир на призы Правительства России         |
| 19 | Новосибирск  | 6 декабря 2008   | Швеция                      | 0:0  | -                  | Турнир на призы Правительства России         |
| 20 | Новосибирск  | 7 декабря 2008   | Швеция                      | 3:2  | -                  | Турнир на призы Правительства России — финал |
| 21 | Вестерос     | 18 января 2009   | Норвегия                    | 19:0 | 41, 73, 90         | Чемпионат мира                               |
| 22 | Вестерос     | 19 января 2009   | Беларусь                    | 14:2 | 13, 82             | Чемпионат мира                               |
| 23 | Вестерос     | 20 января 2009   | Казахстан                   | 13:2 | 46, 75, 80, 81     | Чемпионат мира                               |
| 24 | Упсала       | 22 января 2009   | Финляндия                   | 15:3 | 21, 63             | Чемпионат мира                               |
| 25 | Вестерос     | 24 января 2009   | Финляндия                   | 10:4 | 80, 82             | Чемпионат мира — полуфинал                   |
| 26 | Вестерос     | 25 января 2009   | Швеция                      | 1:6  | -                  | Чемпионат мира — финал                       |
| 27 | Вестерос     | 26 сентября 2009 | Швеция                      | 6:3  | 3, 22, 85          | Товарищеский матч                            |
| 28 | Венерсборг   | 27 сентября 2009 | Швеция                      | 4:7  | -                  | Товарищеский матч                            |
| 29 | Лаппеэнранта | 5 декабря 2009   | Швеция                      | 5:6  | 10, 51             | Суперкубок Европы                            |
| 30 | Лаппеэнранта | 6 декабря 2009   | Финляндия                   | 5:4  | 5, 58, 62          | Суперкубок Европы                            |
| 31 | Москва       | 24 января 2010   | Казахстан                   | 14:2 | 3, 45, 51, 64, 66  | Чемпионат мира                               |
| 32 | Москва       | 25 января 2010   | Финляндия                   | 12:4 | 7, 25, 54, 61      | Чемпионат мира                               |
| 33 | Москва       | 26 января 2010   | Норвегия                    | 12:2 | 30, 63, 72         | Чемпионат мира                               |
| 34 | Москва       | 28 января 2010   | Швеция                      | 7:4  | -                  | Чемпионат мира                               |
| 35 | Москва       | 30 января 2010   | Казахстан                   | 16:3 | 67                 | Чемпионат мира — полуфинал                   |
| 36 | Москва       | 31 января 2010   | Швеция                      | 5:6  | 89                 | Чемпионат мира — финал                       |
|    | Москва       | 4 сентября 2010  | Россия (молодёжная)         | 7:4  | 41, 43, 58         | Контрольный матч                             |
|    | Москва       | 7 сентября 2010  | Россия (молодёжная)         | 12:3 | 20, 22,            | Контрольный матч                             |
| 37 | Лидчёпинг    | 11 сентября 2010 | Швеция                      | 3:6  | 18, 86             | Товарищеский матч                            |
| 38 | Трольхэттан  | 12 сентября 2010 | Финляндия                   | 10:4 | 10, 68, 75         | Товарищеский матч                            |
|    | Киров        | 3 декабря 2010   | Сборная Ульяновской области | 3:1  | 12                 | Турнир на призы Правительства России         |
|    | Киров        | 3 декабря 2010   | Финляндия (молодёжная)      | 9:0  | 32                 | Турнир на призы Правительства России         |
| 39 | Киров        | 5 декабря 2010   | Швеция                      | 8:1  | 32, 50             | Турнир на призы Правительства России — финал |
| 40 | Казань       | 23 января 2011   | США                         | 17:0 | 53, 54             | Чемпионат мира                               |
| 41 | Казань       | 24 января 2011   | Финляндия                   | 3:4  | -                  | Чемпионат мира                               |
| 42 | Казань       | 25 января 2011   | Норвегия                    | 13:1 | 7, 27, 29          | Чемпионат мира                               |
| 43 | Казань       | 26 января 2011   | Казахстан                   | 7:2  | 79                 | Чемпионат мира                               |
| 44 | Казань       | 27 января 2011   | Швеция                      | 5:2  | -                  | Чемпионат мира                               |
| 45 | Казань       | 29 января 2011   | Швеция                      | 3:2  | -                  | Чемпионат мира — полуфинал                   |
| 46 | Казань       | 30 января 2011   | Финляндия                   | 6:1  | 26, 60             | Чемпионат мира — финал                       |
|    | Сандвикен    | 10 сентября 2011 | Швеция (молодёжная)         | 5:3  | -                  | Товарищеский матч                            |
| 47 | Сандвикен    | 11 сентября 2011 | Швеция                      | 3:3  | 79, 83             | Товарищеский матч                            |
| 48 | Ульяновск    | 18 декабря 2011  | Швеция                      | 1:2  | -                  | Товарищеский матч                            |
| 49 | Ульяновск    | 19 декабря 2011  | Швеция                      | 6:1  | 61                 | Товарищеский матч                            |
| 50 | Алма-Ата     | 29 января 2012   | США                         | 19:3 | 34, 40, 45         | Чемпионат мира                               |
| 51 | Алма-Ата     | 30 января 2012   | Финляндия                   | 5:4  | -                  | Чемпионат мира                               |
| 52 | Алма-Ата     | 31 января 2012   | Норвегия                    | 16:1 | 8, 10, 37          | Чемпионат мира                               |
| 53 | Алма-Ата     | 1 февраля 2012   | Казахстан                   | 8:6  | 23                 | Чемпионат мира                               |
| 54 | Алма-Ата     | 2 февраля 2012   | Швеция                      | 6:2  | 20                 | Чемпионат мира                               |
| 55 | Алма-Ата     | 4 февраля 2012   | Финляндия                   | 6:4  | -                  | Чемпионат мира — полуфинал                   |
| 56 | Алма-Ата     | 5 февраля 2012   | Швеция                      | 4:5  | -                  | Чемпионат мира — финал                       |
|    | Москва       | 3 сентября 2012  | Россия (молодёжная)         | 11:1 | ?, ?               | Контрольный матч                             |
|    | Москва       | 6 сентября 2012  | Россия (молодёжная)         | 22:4 | ?, ?               | Контрольный матч                             |
| 57 | Венерсборг   | 8 сентября 2012  | Швеция                      | 4:3  | -                  | Турнир выходного дня                         |
| 58 | Венерсборг   | 9 сентября 2012  | Швеция                      | 2:2  | -                  | Турнир выходного дня                         |
|    | Абакан       | 14 декабря 2012  | Хакасия                     | 5:1  | -                  | Турнир на призы Правительства России         |
| 59 | Абакан       | 14 декабря 2012  | Швеция                      | 4:0  | 49                 | Турнир на призы Правительства России         |
|    | Абакан       | 15 декабря 2012  | Россия-2                    | 4:2  | -                  | Турнир на призы Правительства России         |
| 60 | Абакан       | 15 декабря 2012  | Финляндия                   | 2:1  | 41                 | Турнир на призы Правительства России         |
| 61 | Абакан       | 16 декабря 2012  | Финляндия                   | 6:0  | -                  | Турнир на призы Правительства России — финал |
| 62 | Венерсборг   | 27 января 2013   | Казахстан                   | 6:4  | 27, 60             | Чемпионат мира                               |
| 63 | Венерсборг   | 28 января 2013   | Норвегия                    | 12:0 | 33, 72             | Чемпионат мира                               |
| 64 | Венерсборг   | 29 января 2013   | Финляндия                   | 6:3  | -                  | Чемпионат мира                               |
| 65 | Венерсборг   | 30 января 2013   | Беларусь                    | 28:1 | 3 ,27, 32, 46, 48  | Чемпионат мира                               |
| 66 | Венерсборг   | 31 января 2013   | Швеция                      | 5:7  | -                  | Чемпионат мира                               |
| 67 | Венерсборг   | 2 февраля 2013   | Казахстан                   | 6:4  | 65                 | Чемпионат мира — полуфинал                   |
| 68 | Венерсборг   | 3 февраля 2013   | Швеция                      | 4:3  | -                  | Чемпионат мира — финал                       |
| 69 | Гётеборг     | 7 декабря 2013   | Швеция                      | 3:7  | -                  | Товарищеский матч                            |
| 70 | Венерсборг   | 8 декабря 2013   | Швеция                      | 6:4  | 44                 | Товарищеский матч                            |
| 71 | Хабаровск    | 29 марта 2015    | Казахстан                   | 10:1 | 12, 88, 90         | Чемпионат мира                               |
| 72 | Хабаровск    | 30 марта 2015    | Финляндия                   | 9:1  | 61                 | Чемпионат мира                               |
| 73 | Хабаровск    | 31 марта 2015    | Швеция                      | 1:1  | -                  | Чемпионат мира                               |
| 74 | Хабаровск    | 1 апреля 2015    | США                         | 17:2 | 54                 | Чемпионат мира — 1/4 финала                  |
| 75 | Хабаровск    | 4 апреля 2015    | Швеция                      | 5:3  | 87                 | Чемпионат мира — финал                       |

Итого: 75 матчей / 117 мячей;  56 побед, 5 ничьх, 14 поражений.

### Общая статистика
| Турнир                | Игры | Мячи |
| --------------------- | ---- | ---- |
| Чемпионат России      | 639  | 1011 |
| Кубок России          | 215  | 346  |
| Суперкубок России     | 6    | 3    |
| Чемпионат Швеции      | 30   | 33   |
| Кубок мира            | 48   | 64   |
| Кубок чемпионов       | 12   | 18   |
| Сборная России        | 75   | 117  |
| МТ (сборная России)   | 5    | 5    |
| МТ (сборная России-2) | 8    | 6    |
| Всего                 | 1038 | 1603 |

### Комментарии
1. ↑  Количество игр и голов за клуб(ы) в высшем дивизионе чемпионатов России
2. ↑  Результативные передачи
3. ↑  Разделив это звание с Евгением Иванушкиным
4. ↑  В скобках указаны очки, набранные в аннулированном матче с иркутской «Байкал-Энергией». 16 декабря в Кемерово, незадолго до финального свистка, игроки гостей, недовольные несправедливым, по их мнению, судейством, самовольно всей командой удалились на скамейку штрафников[35]. Решением ФХМР «Байкал-Энергии» засчитано техническое поражение[36]
5. ↑  В скобках указаны очки, набранные в аннулированном матче с читинским «СКА-Забайкальцем», который снялся с чемпионата страны в связи с отсутствием финансирования
6. ↑  Также в матчах турниров на призы Правительства России (2008, 2010, 2012) забивал мячи в ворота команд, не являющимися национальными (первыми) сборными других стран
7. ↑  В составе второй сборной России принимал участие в международном турнире «Кубок губернатора Московской области» (2003)
8. ↑  Общий итог с учётом аннулированных игр